# Pietro Ricchi
Pietro Ricchi oder Righi, genannt il Lucchese (* 6. Januar 1606 in Lucca; † 15. August 1675 in Udine), war ein italienischer Maler des Manierismus.

## Leben
Wie aus dem Taufbuch des Baptisteriums der Kirche Santi Giovanni e Reparata in Lucca hervorgeht, wurde er als Sohn von Antonio und Margherita Paladini geboren. In seinem Testament wird ein jüngerer Bruder, Riccardo, erwähnt, der ebenfalls Maler war. Die Informationen über seine ersten Lebensjahrzehnte sind weitgehend von Filippo Baldinucci überliefert. Ihm zufolge weihte ihn sein Vater zunächst in literarische Studien ein und ließ ihn in die Werkstatt eines bescheidenen lokalen Malers (dessen Name unbekannt ist) eintreten. Später wurde er dem berühmteren Ippolito Sani anvertraut und ging dann zwischen 1620 und 1623 in die Florentiner Werkstatt von Domenico Cresti genannt Passignano.

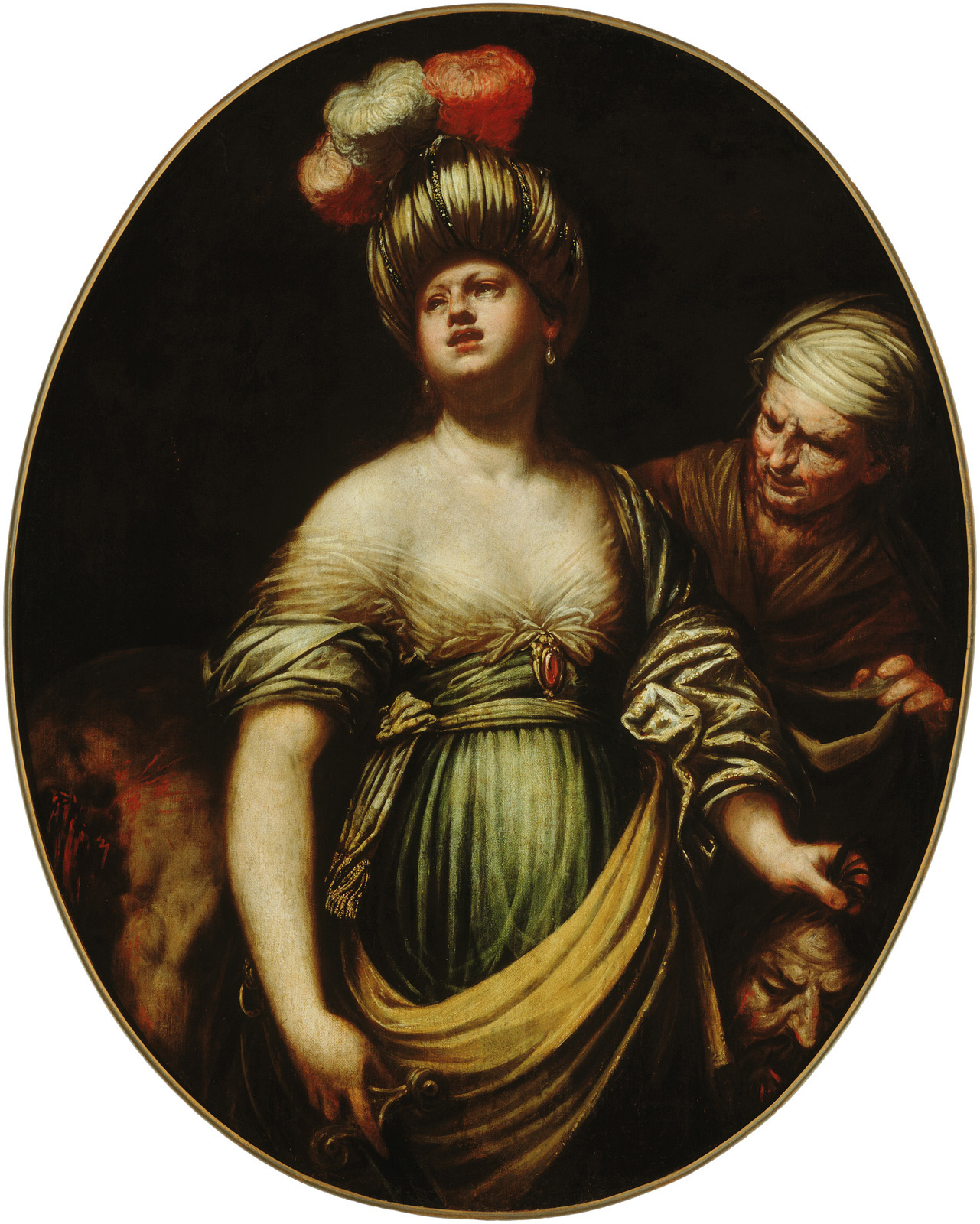
Pietro Ricchi: Judith mit dem Haupt des Holofernes, Villa Contarini (Este)

Zwischen 1624 und 1627 hielt er sich in Bologna bei Guido Reni auf und wurde von anderen Malern wie Giovanni Andrea Donducci beeinflusst. Von seinem Aufenthalt in Frankreich insbesondere in der Provence, in Lyon und Paris, zeugen die Freskendekorationen in einigen Räumen von Palästen und Villen, die er (aller Wahrscheinlichkeit nach) mit Hilfe eines anderen bedeutenden Malers aus Lucca, Paolo Biancucci, meisterhaft ausgeführt hat. In den Jahren 1632–1633 führte er die Freskendekorationen im Schloss von Fléchères (Fareins) aus. Um 1634 zog er nach Mailand und dann nach Brescia, wo sein ältestes erhaltenes Werk, die Jungfrau mit Heiligen, im Museo Diocesano aufbewahrt wird. Aber erst mit seinen späteren Werken erreichte er unter dem Einfluss der lombardischen Kunst des 17. Jahrhunderts eine größere künstlerische Reife und entwickelte einen ausdrucksvolleren Stil mit dramatischen Hell-Dunkel-Effekten (Der heilige Raymond von Peñafort, 1641; Die Himmelfahrt der Jungfrau Maria, 1644; Das Massaker an den Unschuldigen, 1647).
Im Auftrag von Marco Contarini degli scrigni arbeitete er in Villa Contarini an den Gemälden Judith mit dem Haupt des Holofernes, Jael und Sisara, David und Goliath, Samson im Kampf gegen die Philister. Pietro wurde durch den brillanten Barockstil von Giovanni Giacomo Barbello (1590–1656) beeinflusst, wie man an den Fresken des Marienlebens sehen kann.
In den 1650er Jahren arbeitete er in Venedig, wo einige seiner Kompositionen, die von den Werken von Paolo Veronese inspiriert sind, durch ihre dramatische, leuchtende Darstellung und ihre schillernden Farben auffallen (Die Jungfrau erscheint einem Mitglied der Familie Querini, 1657; Die Anbetung der Könige, 1658). Er lässt sich auch von Jacopo Tintoretto, Francesco Maffei, Pietro Liberi, Nicolas Régnier und Sebastiano Mazzoni inspirieren. Im Jahr 1663 zog er nach Vicenza und arbeitete mit Giulio Carpioni zusammen.
Seine letzten Werke, die sich durch einen eleganten Manierismus auszeichnen, zeigen leuchtende Farben und einen raffinierten figurativen Stil (Ekstase des heiligen Franziskus, 1660; Ekstase der heiligen Theresia, um 1665). Nach 1672 ließ er sich in Udine nieder, wo er in den letzten Jahren seines Lebens arbeitete. Seine Schüler waren Francesco Monti und Federico Cervelli.
Viele seiner Werke in Fresko und Öl sind in Brescia zu finden. Es scheint, dass er die Leinwände mit Öl salbte, um schneller arbeiten zu können. Dies und die Verwendung von Farben, die nicht immer von guter Qualität waren, führten dazu, dass mehrere seiner Werke verloren gingen.

## Werke
- Empfängnis der Heiligen Jungfrau, Polpenazze del Garda, Kirche San Pietro in Lucone
- Madonna mit Heiligen, Brescia,  Museo Diocesano
- St. Raymond von Peñafort, Bergamo, Kirche der Heiligen Bartholomäus und Stephanus, 1641
- Mariä Himmelfahrt, Trient, Kirche Santa Maria Maggiore, 1644
- Letztes Abendmahl, Riva del Garda, Museo Civico 1644–1645
- Kreuzigung, Brescia, Kirche von San Lorenzo, 1646
- Vertreibung der Stammväter, Verolanuova, Basilika von San Lorenzo, 1647
- Massaker an den Unschuldigen, Bergamo, Santa Maria Mater Domini, 1647
- Die Vision des Heiligen Franz Xaver, Verolanuova, Basilika San Lorenzo, 1650
- Madonna mit Kind, Öl auf Leinwand, Carpenedolo, Santuario di Santa Maria del Castello, 1650 um[3]
- Leben der Jungfrau, Fresko, Pontoglio, Kirche Santa Maria Assunta
- Der Schutzengel, Altargemälde, Museo Alto Garda, 1653
- Die Jungfrau erscheint einem Mitglied der Familie Querini, Rovigo, La Rotonda, 1657
- Anbetung der Könige, Venedig, San Pietro di Castello (Venedig), 1658
- Ekstase des Heiligen Franziskus, Lucca, Kloster San Francesco, 1660
- Heiliger Josef in der Glorie, Venedig, San Giuseppe di Castello, 1660–1663
- Ekstase der Heiligen Teresa von Avila, Udine, Städtische Museen und Galerien für Geschichte und Kunst, um 1665
- Ekstase des hl. Philipp Neri, Montagnaga, Santuario della Comparsa
- Königin Tomyris mit dem Haupt des Königs Cyrus
- Venus und Adonis
- Madonna, St. Joseph: die Hochzeit oder Vermählung, 209 × 169 cm, Öl auf Leinwand[4]
- Atalanta und Hippomenes, Fresko, Cavernago, Burg von Malpaga[4]
- Die Spieler des Dreiklangs, 82 × 118 cm, Öl auf Leinwand[4]
- Jesus: die Absetzung, Öl auf Leinwand, Chiari, Kathedrale der Heiligen Faustino und Giovita[4]
- Anbetung der Könige, 133 × 187 cm, Öl auf Leinwand, Indianapolis, Museum of Art[4][5]
- Vier Figuren am Tisch, 45 × 73,6 cm, Öl auf Leinwand[4]
- Heiliger Paulinus: die Darstellung der Dreifaltigkeit der Stadt Lucca, 183 × 123 cm, Öl auf Leinwand, Lucca, Museo di palazzo Mansi[4]
- Heilige Cäcilie, Öl auf Leinwand, Lucca, Privatsammlung[4]
- Salome mit dem Haupt des Heiligen Johannes des Täufers, Lucca, Öl auf Leinwand, Privatsammlung[4]
- Antonius von Padua: ein Wunder, 358 × 254, Öl auf Leinwand, Lucca, Kirche San Francesco (Lucca)[4]
- Wunder von Suriano mit Dominikanermönchen und zwei Schutzheiligen, 238 × 166 cm, Öl auf Leinwand, Urgnano, Wallfahrtskirche von Basella[4]
- Himmelfahrt der Jungfrau und der Heiligen, Öl auf Leinwand, Pontoglio, Kirche Santa Maria Assunta[4]
- Verherrlichung von Bartolomeo Querini, 1657, Öl auf Leinwand, Tempio della Beata Vergine del Soccorso, Rovigo
- Oration im Garten, Lovere, Accademia Tadini.
- Nymphe und Satyr, Lovere, Accademia Tadini.
- Darstellung Jesu im Tempel, Gardone Val Trompia, Kirche San Marco Evangelista[6].

## Bilder

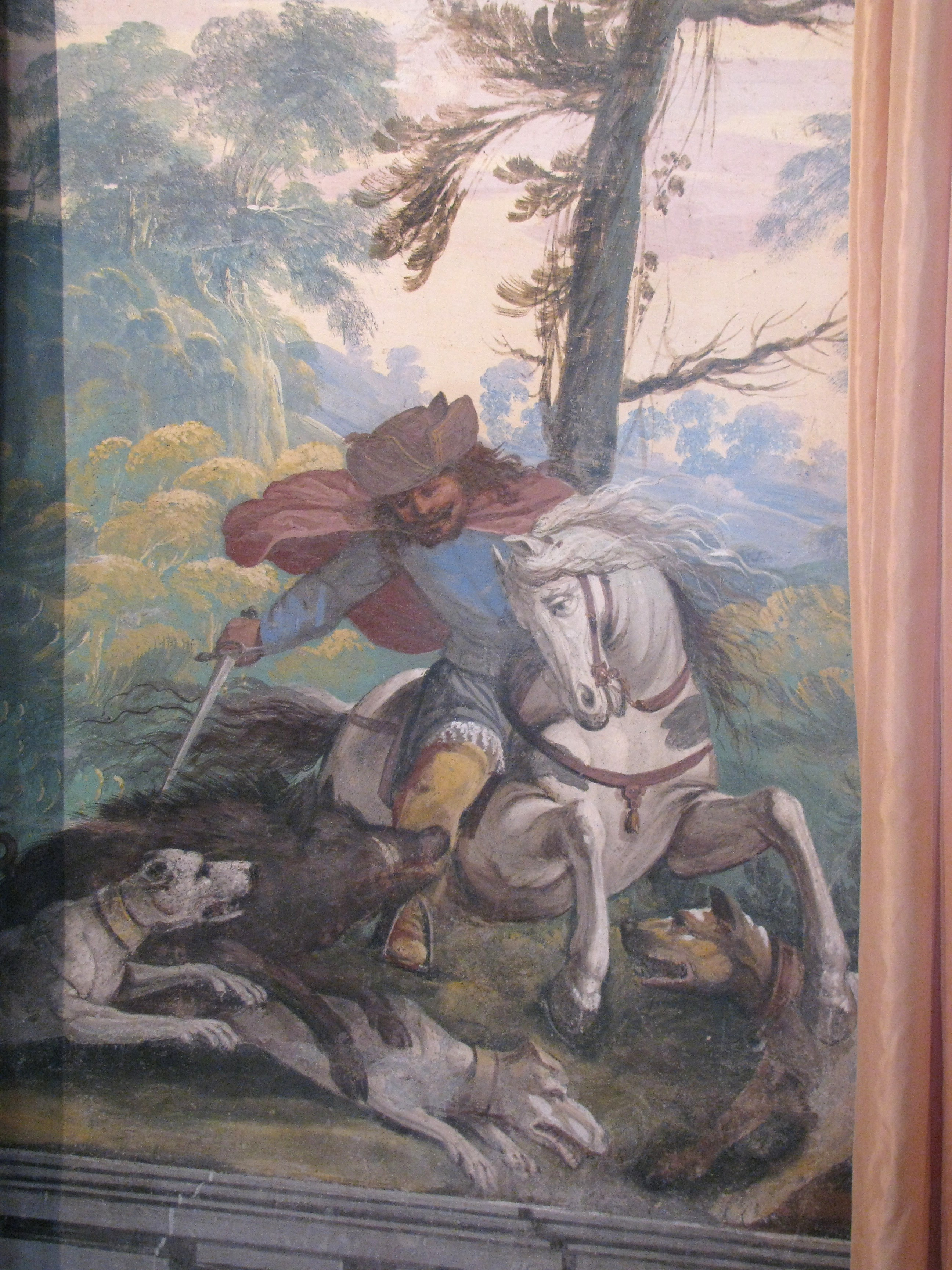
Salone della Caccia: Wildschweinjagd, Schloss Fléchères
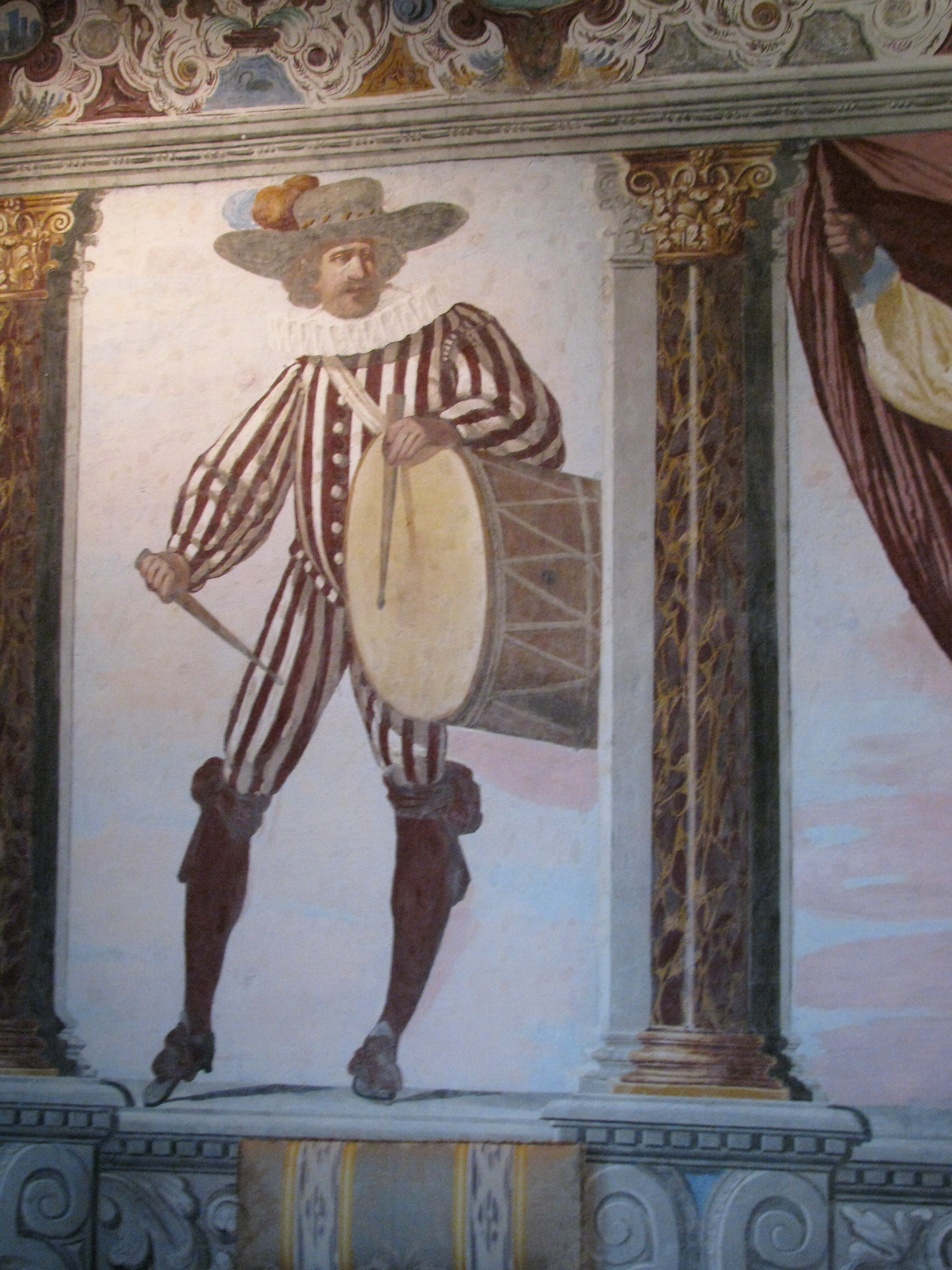
Camera della parata: Trommel, Schloss Fléchères
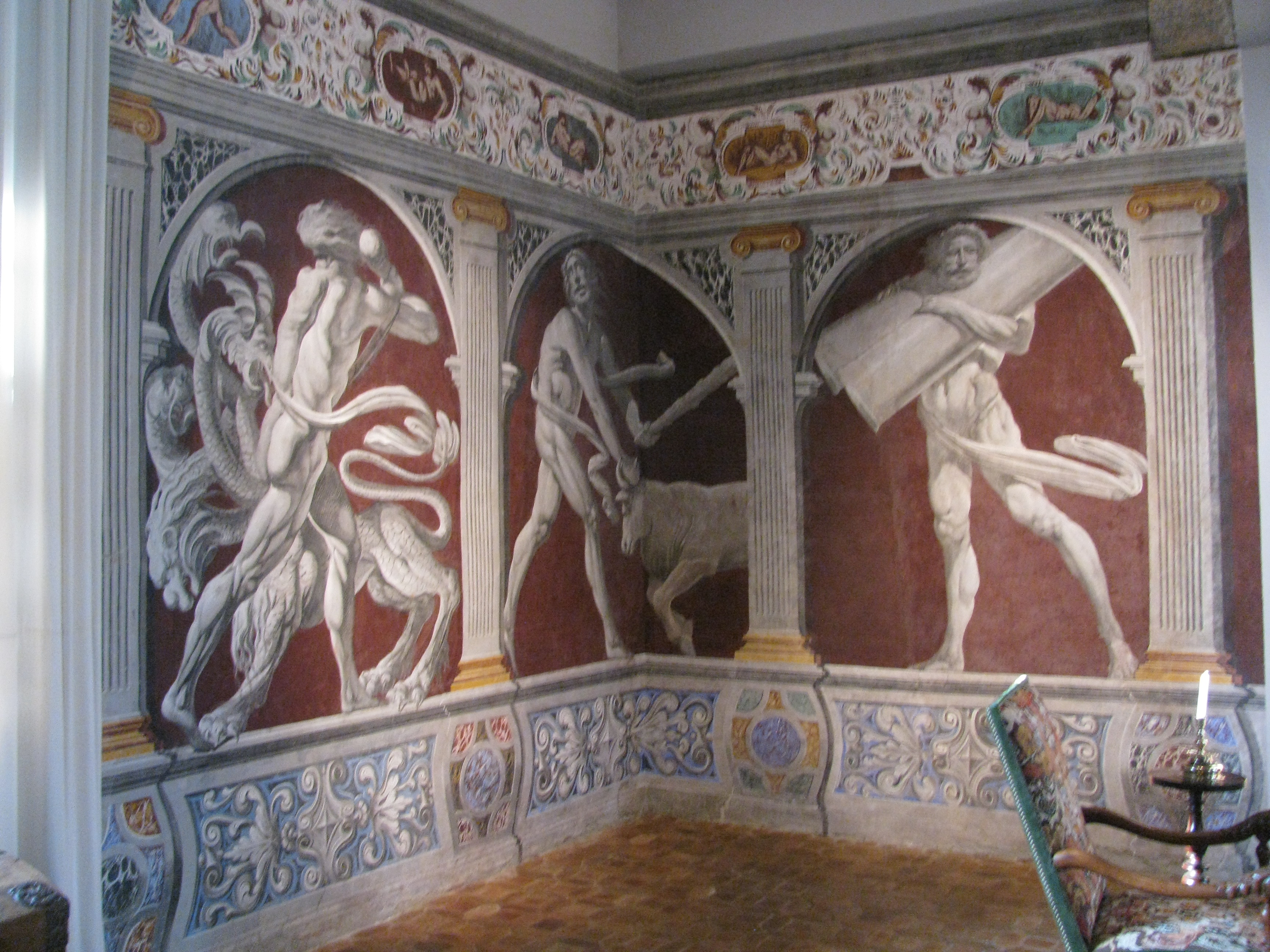
Camera delle Dodici fatiche di Eracle: Hydra (Mythologie), Kretischer Stier, Säulen des Herakles, Schloss Fléchères
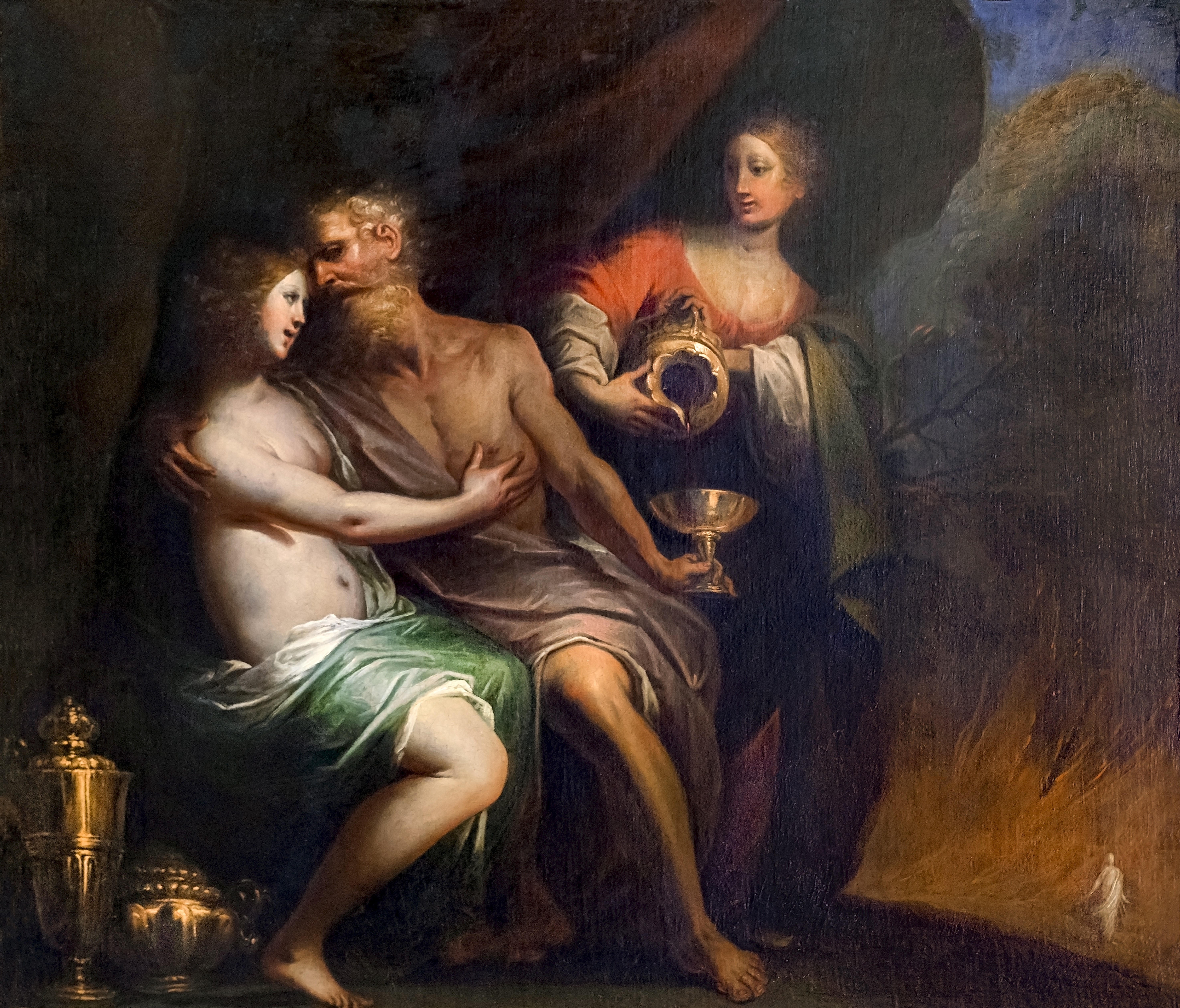
Lot und seine Töchter Ca’ Rezzonico, Venedig
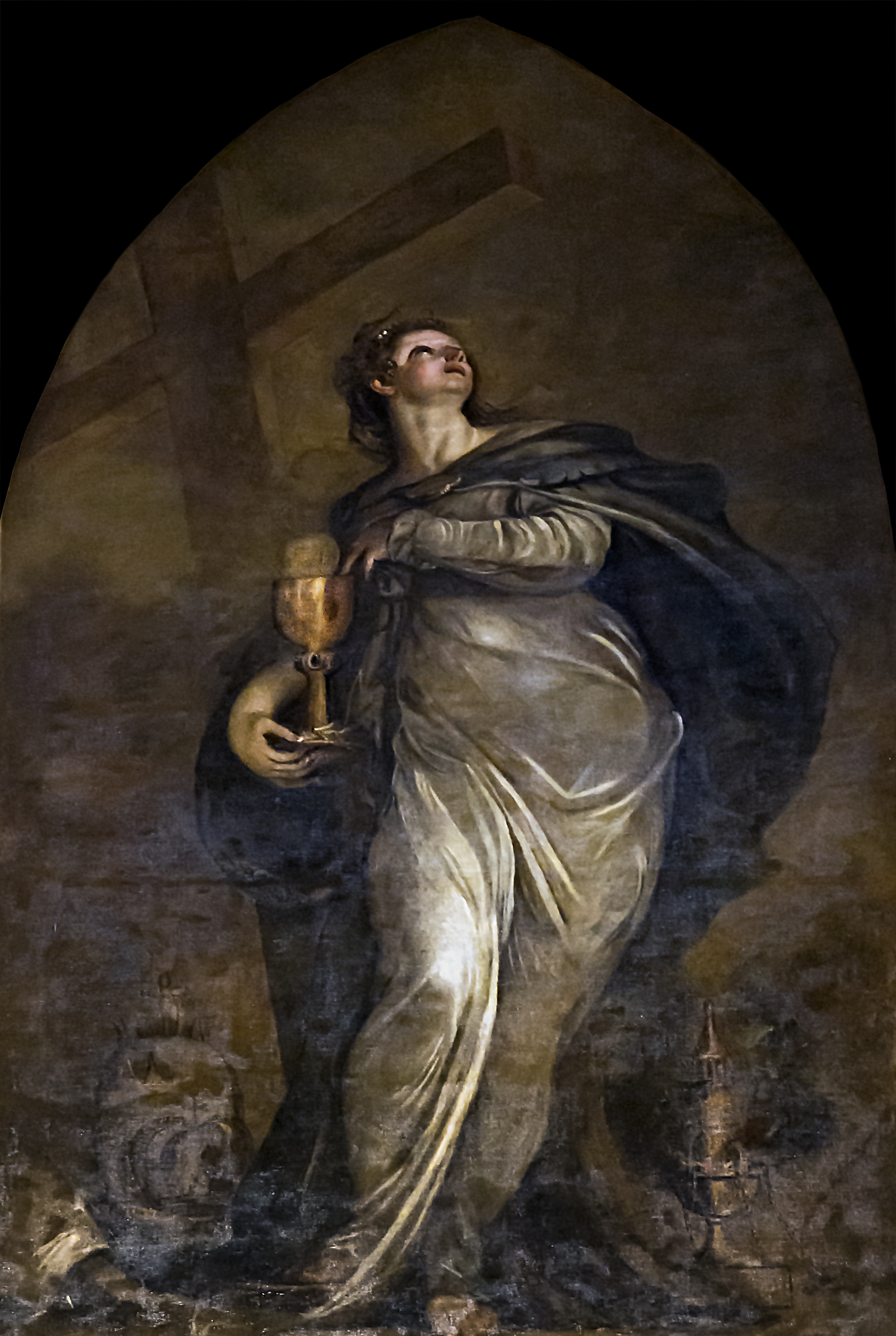
Der Glaube - Madonna dell’Orto, Venedig